# Octobre 1979

## Événements
- 1er octobre : Shehu Shagari instaure un régime civil au Nigeria (IIIe République).

- 4 - 19 octobre : typhon Tip dans le Pacifique Nord-ouest.

- 7 octobre :
  - (Formule 1) : Grand Prix automobile de la côte Est des États-Unis.
  - (Rallye automobile) : arrivée du Rallye Sanremo.

- 15 octobre : coup d'État perpétré par de jeunes officiers réformistes au Salvador destiné à prévenir une évolution à la nicaraguayenne. Ils lancent un processus de démocratisation du pays, mais la « junte révolutionnaire de gouvernement » dirigée par le colonel Adolfo Majano-Ramos qui s’installe se trouve dans l’impossibilité d’affirmer son autorité face à l’armée qui continue à réprimer toute forme de contestation sociale au nom de la lutte contre le communisme. La réforme agraire décrétée le 5 mars 1980, tout comme la réforme du commerce extérieur et celle de la banque ne peuvent être menés à bien. Les organisations révolutionnaires refusent de soutenir ce qu’elles qualifient de coup d’État proaméricain. Leurs violences font écho à celle des escadrons de la mort.

- 17 octobre : mère Teresa obtient le prix Nobel de la paix pour son aide aux déshérités de l’Inde.

- 22 octobre[1] : procès de six membres de la Charte 77 et du VONS en République socialiste tchécoslovaque. Condamnation et emprisonnement des intellectuels dirigeants le mouvement d’opposition au régime (l’écrivain Václav Havel, le journaliste et dramaturge Jiří Dienstbier, le journaliste Petr Uhl et le mathématicien et philosophe Václav Benda). Un groupe dissident, le Comité pour la défense des personnes injustement persécutées (VONS), continue à communiquer à l’Occident des informations sur les conditions de vie en Tchécoslovaquie.

- 25 octobre : 
  - Traité de Moscou entre L'URSS et le Yémen du Sud[2]. Les tensions entre le Yémen du Sud et le Yémen du Nord, aiguisées par la découverte de gisements pétroliers sur des frontières mal définies, poussent le gouvernement du sud à s’allier avec l’Union soviétique, à laquelle il accorde des facilités navales et aériennes.
  - La Catalogne et le Pays basque acceptent par référendum le statut d’autonomie[3].

- 26 octobre (Corée du Sud) : Kim Jae-gyu, directeur du service central de renseignements, assassine Park Chung-hee. En réaction, des manifestations sont organisées dans les villes de Pusan et de Masan réprimées dans la violence.

## Naissances
- 2 octobre : "Morante de la Puebla" (José Antonio Morante Camacho), matador espagnol.
- 3 octobre : 
  - Johnny Morrison, catcheur professionnel américain.
  - Camille Delamarre, monteur, réalisateur, scénariste, producteur et acteur français
- 6 octobre : Jakuta Alikavazovic, femme de lettres française
- 7 octobre :
  - Aaron Ashmore, acteur canadien.
  - Shawn Ashmore, acteur canadien.
- 11 octobre : Lætitia Larusso, chanteuse française.
- 12 octobre :
  - Renato Sulić, handballeur croate, champion du monde de handball 2003.
  - Meriem Adjmi, judokate algérienne.
- 13 octobre : 
  - Arno Wallaard, coureur cycliste néerlandais († 28 février 2006).
  - Mamadou Niang, footballeur sénégalais.
- 17 octobre : Kimi Räikkönen, coureur automobile finlandais.
- 18 octobre : Matthieu Lartot, journaliste français.
- 25 octobre : João Lucas, footballeur portugais († 26 mai 2015).
- 27 octobre : Léa Salamé, journaliste franco-libanaise.
- 29 octobre : Olivier Barthélémy, acteur français.
- 30 octobre : 
  - Paul Telfer acteur.
  - Xavier Espot Zamora, homme politique andorran.

## Décès
- 30 octobre : Robert Boulin, ministre français.